# Anorquia

La anorquia es una condición médica en donde ambos testículos están ausentes en el nacimiento de un bebé biológicamente varón. En las primeras semanas cuando se produce la fertilización, el embrión desarrolla de un modo rudimentario los órganos sexuales, lo cual es crucial para el desarrollo del sistema reproductivo. En el caso del hombre si su desarrollo falla dentro de las primeras ocho semanas, el bebé tendrá genitales femeninos (esto se conoce como el Síndrome de Swyer). Si los testículos se pierden entre las ocho y las 10 semanas, el bebé tendrá genitales ambiguos al nacer. Sin embargo, si los testículos se pierden después de 14 semanas, el bebé tendrá un sistema reproductivo masculino normal, solo que sin testículos.[cita requerida]

## Etiología
Los individuos con esta condición tienen un Cariotipo masculino normal, 46 XY, y la causa de la pérdida de los testículos no está clara.

## Diagnóstico
Las características de esta condición son escroto vacío y falta de características sexuales secundarias.
Puede detectarse con varias pruebas:
- Determinación de niveles de testosterona (bajos o ilegibles).
- Estimulación de la hormona foliculoestimulante y niveles de la hormona luteinizante (elevados).
- Cariotipo X,Y; ultrasonido o resonancia magnética mostrando ausencia del tejido gonadal.
- Densidad ósea (baja).
- Los niveles de la hormona antimulleriana (bajos).
- Cirugía exploratoria buscando evidencias de tejido gonadal masculino.

## Tratamiento
Su tratamiento incluye la suplementacion de andrógenos (hormonas masculinas), implantación de prótesis testiculares y ayuda psicológica. A la hora de tener hijos, se puede recurrir a la donación de esperma, o a la adopción.
La Disforia de género puede ser una consecuencia de este trastorno, dada la carencia de Testosterona durante el periodo prenatal, niñez y preadolescencia. Los individuos con anorquia que tienen identidad de género femenina pueden ser candidatos para la terapia con estrógeno para feminizar su cuerpo, pero no necesitarán de bloqueadores hormonales, ya que sin testículos no se pueden producir las hormonas masculinas. Sin embargo, dosis bajas de testosterona para mantener el deseo sexual podrían recetarse.

## Otros nombres
Otros nombres otorgados a la anorquia son:
- Anorquia congénita
- Ausencia de testículos
- Síndrome del Escroto vacío